# Kédjénou
Le kédjénou ou kedjenou est une recette de ragout très épicée de viande de brousse (gibier : biche, agouti) de poulet ou de lapin, de l'Afrique de l'Ouest et plus particulièrement de la Côte d'Ivoire (peuple Akan). C'est la recette des travailleurs agricoles et des chasseurs. 
La recette traditionnelle se fait dans un récipient en terre cuite appelé canari posé sur un feu de bois. La viande doit être coupée en morceaux et disposée dans le plat avec du piment écrasé mais aussi laissé en entier, des oignons émincées, de grosses tomates débarrassées de leurs graines et concassées, des arômes naturels (des tiges de Pakobié y sont ajoutées comme arôme chez les Attié). La sauce est aromatisée avec du sel, du gingembre frais râpé et des feuilles aromatiques. La viande cuit à l'étouffée pendant quarante minutes. Les Baoulés utilisent des feuilles de bananes qui sont disposées hermétiquement[pas clair] sur l'ouverture du canari. 
Les variantes de cette recette sont nombreuses. Il est possible d'ajouter, sans trahir la tradition, des aubergines, quelques gouttes de vin de palme, etc.
Le Kédjénou est servi dans des récipients en terre cuite ou sculpté dans du bois d'Iroko, appelé Talié chez les Akan de Côte d'Ivoire. C'est un mets très prisé des ivoiriens qui s'accompagne généralement avec du vin de palme appelé Bandji ou du vin rouge ordinaire.